# Vologases V de Partia
Vologases V (130-207) fue rey de Armenia (Vologases II, desde 180 hasta 191) y de Partia (Vologases V, desde 190 hasta 207).
Era hijo de Vologases IV. Su sucesión fue disputada, pues tenía como rival a Osroes II, que se había alzado en Media antes de la muerte del gobernante anterior, pero Vologases V se apresuró a derrocarle.
Apoyó a Pescenio Níger en su infructuosa lucha por ser proclamado emperador romano, lo que le acarreó la enemistad de Septimio Severo, que invadió su territorio y se enfrentó a él en una cruenta lucha en 195. Severo avanzó en Mesopotamia, ocupó Nísibis y saqueó la capital parta, Ctesifonte en 199, capturando a muchos partos para venderlos como esclavos. También trató en vano de conquistar la fortaleza árabe de Hatra. En 202, se restauró la paz con el Imperio romano con el control efectivo de toda Mesopotamia.
De su matrimonio con una hija del rey de Iberia Farasmenes III tuvo a Vologases VI (rey de Partia), a Artabán IV (rey de Partia y Media) y a Cosroes I (rey de Armenia).
Al morir, en 207, sus hijos protagonizaron una guerra civil para disputarse su sucesión. El sucesor fue su hijo mayor Vologases VI, pero Artabano se rebeló.

## Nombre
Vologases es la forma griega y latina del idioma parto Walagaš (𐭅𐭋𐭂𐭔). El nombre también está atestiguado en persa nuevo como Balāsh y persa medio como Wardākhsh (también deletreado Walākhsh). La etimología del nombre no está clara, aunque Ferdinand Justi propone que Walagaš, la primera forma del nombre, es un compuesto de palabras "fuerza" (varəda) y "guapo" (gaš o geš en persa moderno).

## Biografía

### Rey de Armenia

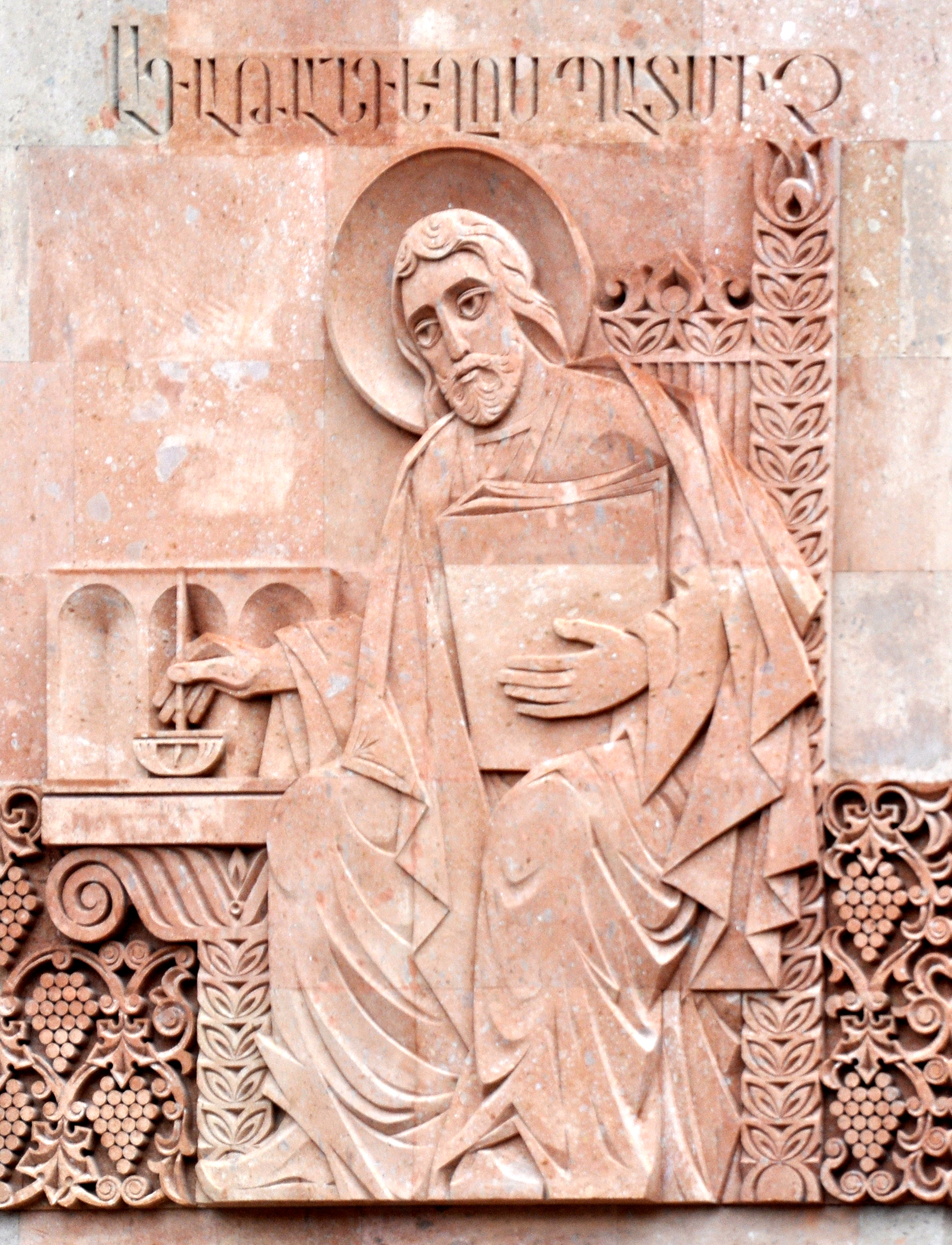
Agathangelos, historiador armenio del

Durante los primeros años de vida de Vologases, se convirtió en el gobernante de Armenia, sucediendo a Sohaemus.  A lo largo de los siglos I y II, el trono armenio generalmente estaba ocupado por un pariente cercano del Rey de reyes de Partia, que tenía el título de "Gran Rey de Armenia". Según el historiador armenio del siglo V Agathangelos, el rey de Armenia tenía el segundo rango en el reino de Partia, solo por debajo del rey de Partia. El historiador moderno Lee E. Patterson sugiere que Agathangelos pudo haber exagerado la importancia de su tierra natal. A diferencia de los ocho príncipes arsácidas anteriores que gobernaron Armenia, Vologases logró garantizar que sus descendientes gobernaran el trono armenio; gobernarían el país hasta la abolición de Sasania del trono armenio en 428 d. C. Durante el gobierno de Vologases en Armenia, logró en 189 imponer a su hijo Rev I (cuya madre era la hermana del gobernante farnavázida Amazaspo II) en el trono ibérico. Sus descendientes gobernarían Iberia hasta 284 cuando fue reemplazado por otra familia parta, los Mihránidas.

### Rey del Imperio Parto

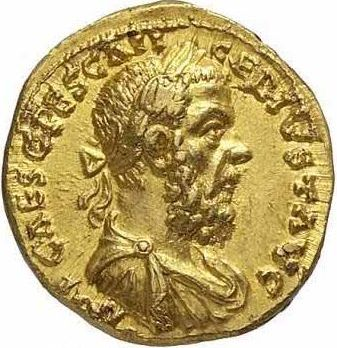
Moneda donde se representa al emperador romano Pescenio Níger

Vologases ascendió al trono de Partia en 191 después de la muerte de su padre Vologases IV, pasando el trono armenio a su hijo Cosroes I (r. 191–217). No está claro si la transición del poder fue pacífica o si Vologases tomó el trono en una guerra civil. La sucesión de Vologases, sin embargo, no fue indiscutible; un rey rival, Osroes II (190), ya se había instalado en los medios de comunicación antes de la muerte del gobernante anterior, pero Vologases parece haberlo derrotado rápidamente. 

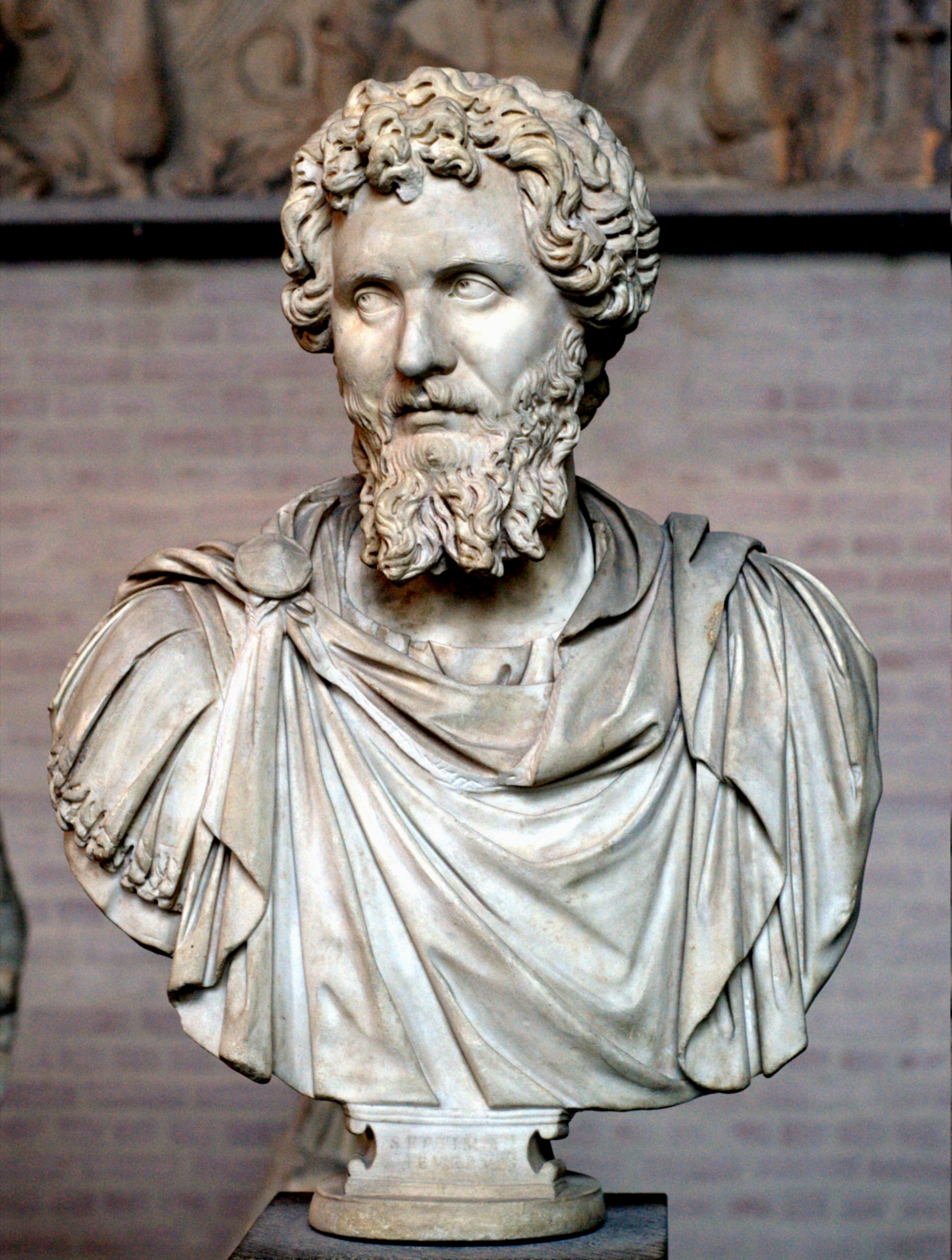
Busto del emperador romano Septimio Severo

Vologases apoyó al emperador Pescenio Níger (r. 193–194) en su lucha por el trono romano contra el emperador Septimio Severo (r. 193–211) en 192–193, durante el año de los cinco emperadores. Además, también intervino en los asuntos de los estados vasallos romanos en el norte de Mesopotamia: Adiabene y Osroene. Debido a esto, Septimio Severo, quien salió victorioso en la lucha, atacó al Imperio Parto en el año 195. Severo avanzó a Mesopotamia, convirtió a Osroene en una provincia romana y capturó la capital parta Ctesifonte en el 199. Al mismo tiempo, se producían revueltas en las provincias partas de Media y Persia. Septimio Severo ahora se declaró Parthicus Maximus ("gran vencedor en Partia"). Sin embargo, no pudo mantener sus conquistas debido a la falta de suministros de alimentos y refuerzos. Como resultado, retiró sus fuerzas; Durante su retirada, intentó en vano conquistar la fortaleza árabe de Hatra dos veces, luego retiró sus fuerzas a Siria.
En el año 202, se restableció la paz, reafirmando el dominio romano en Armenia y el norte de Mesopotamia. El iranólogo Touraj Daryaee argumenta que el reinado de Vologases fue "el punto de inflexión en la historia de los arsácidas, ya que la dinastía perdió gran parte de su prestigio". Los reyes de Persia ahora no podían depender de sus debilitados señores arsácidas. De hecho, entre los años 205 y 206, Pabag, un gobernante local en Persia, se rebeló y derrocó a su señor supremo Gochihr, tomando la capital persa Istajr para sí mismo. Su hijo Ardacher I continuaría con sus conquistas, derrocando el Imperio Parto y estableciendo el Imperio Sasánida en 224.
Vologases murió en 208, sucedido por su hijo Vologases VI (r. 208–228), sin embargo, otro hijo, Artabano IV (r. 216–224), intentó tomar el trono unos años más tarde, lo que resultó en una guerra civil.